# Першино (Свердловская область)
Першино — село Режевского городского округа Свердловской области Российской Федерации, в котором расположена Покровская церковь, а в окрестности природный памятник береговая скала «Першинский Камень».

## География
Село Першино Режевского городского округа расположено в 25 километрах на север от города Реж (по автомобильной дороге – 27 километра), на краю леса по обоим берегам в среднем течении реки Большая Ленёвка (правого притока реки Нейва). В окрестностях села, на правом берегу реки Реж, расположен геоморфологический и ботанический природный памятник — береговая скала «Першинский Камень». 

## История
В 1900-х годах в деревне Першиной имелось земское начальное училище в деревянном доме.

## Покровская церковь
В 1900 году в деревне Першиной стояла каменная часовня в честь Покрова Божией Матери. В честь Покрова Пресвятой Богородицы в 1907 году была освящена Покровская церковь, каменная, однопрестольная, которая была перестроена из часовни. К часовне был сделан пристрой алтаря из красного кирпича, одинакового по цвету с часовней. С 1935 года служба не проводилась из-за отсутствия священника, в 1935 году был запрещён колокольный звон. В настоящее время храм разрушается и не восстанавливается.

## Население
| 2002 | 2010 |
| ---- | ---- |
| 96   | ↘84  |